# Смалайкин, Александр Дмитриевич
Александр Дмитриевич Смалайкин (21 февраля 1929 года, деревня Тоганаши, Красночетайский район, Чувашская АССР — 6 октября 2006 года, село Красные Четаи, Республика Чувашия, Россия) — организатор сельскохозяйственного производства, чувашский коммунистический деятель, председатель колхоза имени «Искра» Красночетайского района Чувашской АССР, Герой Социалистического Труда (1971).

## Биография
Родился 21 февраля 1929 года в крестьянской семье в селе Тоганаши Красночетайского района. В 13-летнем возрасте осиротел. Воспитывался в колхозе родного села. Оставшись без родителей с 1944 года в 15-летнем возрасте начал трудовую деятельность рядовым колхозником и звеньевым полеводческого звена колхоза «Передовик». До призыва в армию также работал в колхозах имени Мичурина и «Искра» Красночетайского района Чувашской АССР. В 1949 году был призван на срочную службу. Будучи на военной службе, в 1952 году вступил в КПСС. После армии поступил в Чувашскую сельскохозяйственную школу по подготовке руководящих работников колхозов, которую окончил в 1955 году. В 1955/1956 годах работал агрономом в колхозе имени Мичурина. 
В 1956 году был назначен председателем колхоза «Искра». За период работы в должности председателя колхоза много сил, энергии и знаний вложил в налаживание экономики хозяйства. Колхоз "Искра" за время его работы в должности председателя укрупнялся дважды и стал одним из передовых, крупных и развитых хозяйств района.
В 1965 году окончил Высшую партийную школу в Москве. В 1966 году был награждён орденом Ленина за выдающие достижения в сельскохозяйственном производстве.
В 1971 году за выдающиеся достижения в организации сельскохозяйственного производства и выполнении пятилетнего плана был удостоен звания Герой Социалистического Труда.
С 1973 года по 1979 год был первым секретарём Красночетайского районного отдела[уточнить] КПСС. Более шести лет он успешно решал вопросы экономического и социального развития района. В 1979 году снова работал председателем колхоза «Искра». В феврале 1988 года вышел на пенсию. Будучи пенсионером, с 1988 года по 1992 год заведовал районным музеем. При его участии был создан музей И. Н. Ульянова в селе Пандиково.
Избирался депутатом Верховного Совета Чувашской АССР. С 1974 года по 1985 год был членом Чувашского обкома КПСС.

## Награды
- Герой Социалистического Труда — указом Президиума Верховного Совета СССР от 8 апреля 1971 года
- Медаль «Серп и Молот»
- Орден Ленина (дважды)
- Орден Трудового Красного Знамени
- Почётный гражданин Красночетайского района

## Память
- В селе Атнары находится парк имени Александра Смалайкина[2].